# Sérénade à Mexico (film, 1939)
Pour les articles homonymes, voir Sérénade à Mexico et South of the Border.
Pour plus de détails, voir Fiche technique et Distribution.
Sérénade à Mexico (South of the Border) est un film américain réalisé par George Sherman et sorti en 1939.
C'est un western classique d'avant-guerre qui peut être pris comme point de départ d'analyse de la représentation de la notion de frontière au cinéma.

## Synopsis
Deux agents du gouvernement américain sont envoyés au Mexique pour empêcher des puissances étrangères de prendre le contrôle de raffineries de pétrole et d'inciter à la révolution parmi la population mexicaine.

## Fiche technique
- Titre français : Sérénade à Mexico[2]
- Titre original : South of the Border
- Réalisation : George Sherman
- Scénario : Betty Burbridge et Gerald Geraghty
- Production :  Republic Pictures
- Photographie : William Nobles
- Montage : Lester Orlebeck
- Durée : 70 minutes
- Date de sortie : 
  - États-Unis : 15 décembre 1939
  - France : 5 janvier 1955[2]

## Distribution
- Gene Autry : Gene Autry
- Smiley Burnette : Frog
- June Storey : Lois Martin
- Lupita Tovar : Dolores Mendoza
- Mary Lee : Patsy
- Duncan Renaldo : Andreo Mendoza
- Frank Reicher : Don Diego Mendoza
- Alan Edwards : Saunders
- Claire Du Brey : Dueña
- Dick Botiller : Bandit Pablo
- William Farnum : Padre
- Selmer Jackson : American Consul